# Laura Méndez Camps
Laura Méndez Camps (Barcelona, 21 d'octubre de 2001) és una jugadora de bàsquet catalana.
Base, es formà al Club Bàsquet Femení Cerdanyola. Amb divuit anys fitxà pel GEiEG Girona, filial de l'Uni Girona, amb el qual competí a la Lliga Femenina 2. La temporada 2020-21 debutà a la Lliga Femenina amb l'Embutidos Pajariel Bembibre i s'incorporà la temporada 2022-23 al Movistar Estudiantes, amb el qual ha jugat l'EuroCup femenina. En categories de formació, es proclamà campiona d'Espanya amb la selecció catalana i ha sigut internacional amb la selecció espanyola sub-18 i sub-20. Amb la selecció catalana absoluta, ha disputat un partit internacional contra Ucraïna el maig de 2023.
També practica la modalitat 3x3 i ha sigut internacional amb la selecció estatal en categories inferiors, amb la qual es proclamà campiona d'Europa sub-18 (2019).